# فاروق سايفيف
فاروق سايفيف (17 يناير 1991 سمرقند أوزبكستان - ) هو لاعب كرة قدم أوزبكستاني، يلعب كلاعب وسط، شارك في كأس آسيا 2015.

## روابط خارجية
- فاروق سايفيف على موقع قاعدة بيانات كرة القدم.إي يو (الإنجليزية)
- فاروق سايفيف على موقع ناشيونال فوتبول تيمز (الإنجليزية)
- فاروق سايفيف على موقع Soccerway.com (الإنجليزية)